# 短蕊龙胆
短蕊龙胆（学名：Gentiana ludlowii）为龙胆科龙胆属的植物，是中国的特有植物。分布于中国大陆的西藏等地，生长于海拔3,500米至4,700米的地区，多生在高山草甸及山坡路旁，目前尚未由人工引种栽培。

## 异名
- Gentiana prostrata Haenk. var. ludlowii (Marq.) T. N. Ho